# Kanton Chilly-Mazarin
Der Kanton Chilly-Mazarin war von 1976 bis 2015 ein französischer Wahlkreis im Arrondissement Palaiseau, im Département Essonne und in der Region Île-de-France; sein Hauptort war Chilly-Mazarin. Vertreter im Generalrat des Départements war seit 1998 Gérard Funès (PS). 
Im Zuge der Neuordnung der französischen Kantone im Jahr 2015 wurde der Kanton aufgelöst. Die Gemeinde Chilly-Mazarin wurde dem Kanton Massy zugeordnet, Morangis und Wissous gingen an den Kanton Savigny-sur-Orge.
Der Kanton Chilly-Mazarin war 19,48 km² groß und hatte 35.136 Einwohner (Stand: 2006).

## Gemeinden
| Gemeinde       | Einwohner Jahr | Fläche km² | Bevölkerungsdichte | Code INSEE | Postleitzahl |
| -------------- | -------------- | ---------- | ------------------ | ---------- | ------------ |
| Chilly-Mazarin | 19.502 (2013)  | 5,57       | 3501 Einw./km²     | 91161      | 91380        |
| Morangis       | 12.456 (2013)  | 4,8        | 2595 Einw./km²     | 91432      | 91420        |
| Wissous        | 7.143 (2013)   | 9,11       | 784 Einw./km²      | 91689      | 91320        |

## Bevölkerungsentwicklung
| 1962   | 1968   | 1975   | 1982   | 1990   | 1999   | 2006   |
| ------ | ------ | ------ | ------ | ------ | ------ | ------ |
| 12.108 | 20.752 | 29.130 | 31.081 | 31.870 | 33.508 | 35.136 |